# Полесье (Чечерский район)
Полесье (бел. Палессе) — агрогородок в Чечерском районе Гомельской области Беларуси. Административный центр Полесского сельсовета.
Граничит с Чечерским биологическим заказником.

## География

### Расположение
В 35 км на северо-восток от Чечерска, 72 км от железнодорожной станции Буда-Кошелёвская (на линии Гомель — Жлобин), 100 км от Гомеля.

### Гидрография
На реке Колпита (приток реки Беседь). На западе мелиоративные каналы, соединённые с рекой Покать (приток реки Сож).

## Транспортная сеть
На автодороге Полесье — Чечерск. Планировка состоит из 2 параллельных между собой улиц, соединённых переулками и ориентированных с юго-запада на северо-восток. Застройка двусторонняя, преимущественно деревянная, усадебного типа.

## История
Согласно письменным источникам известна с XVI века как селение в Речицком повете Минского воеводства Великого княжества Литовского. Согласно инвентарю 1704 года 9 дымов, центр войтовства в Чечерском старостве. Согласно описанию Чечерского староства 1765 года 21 дым, трактир, 2 мельницы, сукновальня, во владении помещиков Малиновского и Быковского.
После 1-го раздела Речи Посполитой (1772 год) в составе Российской империи. С 1817 года действовала Николаевская деревянная церковь, с 1832 года — трактир. Согласно ревизским материалам 1859 года в составе Чечерского поместья графа И. И. Чернышова-Кругликова. В 1864 году открыто народное училище (в 1889 — 41 ученик). В 1886 году работали 3 ветряные мельницы. Центр волости (до 9 мая 1923 года), в состав которой в 1890 году входили 17 селений с общим количеством 998 дворов. Согласно переписи 1897 года действовали хлебозапасный магазин, приёмный покой, маслобойня, 4 ветряных мельницы, магазин, постоялый двор, в Гомельском уезде Могилёвской губернии. В 1909 году 1169 десятин земли.
В состав Полесской волости в 1921 году входили 12 сельсоветов (9812 жителей). С 8 декабря 1926 года в составе БССР, центр Полесского сельсовета Чечерского, с 25 декабря 1962 года Буда-Кошелёвского, с 6 января 1965 года Чечерского районов Гомельского (до 26 июля 1930 года) округа, с 20 февраля 1938 года Гомельской области.
В 1929 году организован колхоз «Коммунар», работали начальная школа, изба-читальня, фельдшерско-акушерский пункт, паровая и ветряная мельницы, телефонная связь. Действовало Полесское лесничество. Во время Великой Отечественной войны каратели в апреле 1942 года сожгли 135 дворов, убили 11 жителей. Партизаны разгромили созданный оккупантами опорный пункт. На фронтах и в партизанской борьбе погибли 178 человек — жителей Полесского сельсовета, в память о погибших установлен обелиск в центре деревни. В 1962 году к деревне присоединён посёлок Пролетарский. Центр колхоза «Коммунар». Расположены средняя школа, Дом культуры, библиотека, амбулатория, аптека, школа-сад, швейная мастерская, отделение связи, 3 магазина.
В состав Полесского сельсовета входили до 1962 года посёлок Пролетарский, до 1987 года — посёлки Гута и Новая Нива (в настоящее время не существуют).

## Население

Храм святителя Николая Чудотворца, ул. Советская, 14.

### Численность
- 2004 год — 194 хозяйства, 504 жителя.

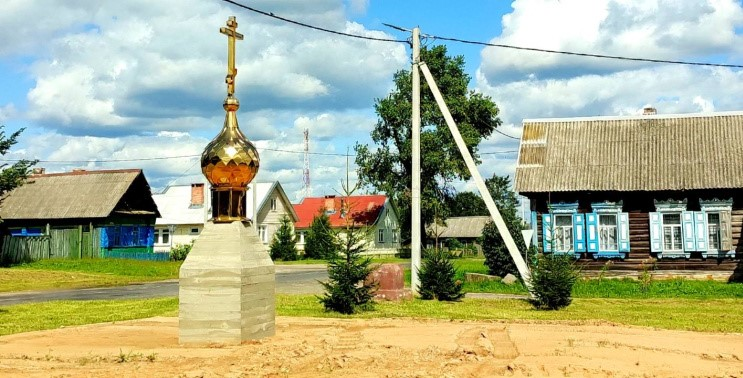
Поклонный купол с крестом (2025), на месте храма святителя Николая Чудотворца.

### Динамика
- 1704 год — 9 дымов.
- 1765 год — 21 дым.
- 1848 год — 37 дворов.
- 1886 год — 86 дворов, 503 жителя.
- 1897 год — 116 дворов, 923 жителя (согласно переписи).
- 1909 год — 152 двора.
- 1959 год — 670 жителей (согласно переписи).
- 2004 год — 194 хозяйства, 504 жителя.

## Экономика
- ОАО «Полесье» — сельскохозяйственное предприятие, которое специализируется на производстве молока, выращивании молодняка КРС, зерновых и кормовых культур.

## Достопримечательность
- Памятник землякам, погибшим в Великой Отечественной войне.
- Храм святителя Николая Чудотворца, ул. Советская, 14.
- Поклонный купол с крестом (2025)[2], на месте храма святителя Николая Чудотворца.

### Утраченное наследие
- Храм Святителя Николая Чудотворца (1843).

## Известные уроженцы
- Л. А. Сосновский — заслуженный деятель науки, лауреат Государственной премии Украины, доктор технических наук, профессор.